# Geschützter Landschaftsbestandteil Feldgehölz am Studenbusch
Der Geschützte Landschaftsbestandteil Feldgehölz am Studenbusch mit 0,51 ha Flächengröße liegt südwestlich von Niedersfeld im Stadtgebiet von Winterberg. Das Gebiet wurde 2008 bei der Aufstellung vom Landschaftsplan Winterberg durch den Kreistag des Hochsauerlandkreises als Geschützter Landschaftsbestandteil (LB) ausgewiesen. Der LB grenzt im Südwesten an das Landschaftsschutzgebiet Ellenberg und sonst an das Landschaftsschutzgebiet Winterberg.

## Gebietsbeschreibung
Es handelt sich um einen inselhaften kleinen Laubholzbestand aus einigen älteren Buchen. Im Landschaftsschutzgebiet Ellenberg grenzt eine Magergrünlandfläche an, die ein gesetzlich geschütztes Biotop nach § 30 BNatSchG ist.